# Bret Easton Ellis och de andra hundarna
Bret Easton Ellis och de andra hundarna är en roman av Lina Wolff utgiven 2012.
Handlingen utspelar sig i Katalonien och skildrar några människoöden som kretsar kring den gåtfulla kvinnliga centralgestalten Alba Cambó. 
Romanen fick ett mycket positivt mottagande av flera kritiker och nominerades till Sveriges Radios Romanpris.
År 2016 utkom den i engelsk översättning som Bret Easton and the Other Dogs och fick ett mycket positivt mottagande i bland annat The Guardian.